# シナ語派
シナ語派（シナごは）は、シナ・チベット語族の一語派で、チベット・ビルマ語派とともにこの語族を構成する。漢語派、漢・ペー語派ともいう。
シナ語派はしばしば広義の中国語（官話、粤語、閩語等の総称）と同義語とされ、もう一方のチベット・ビルマ語派は言語系統というよりも中国語以外のシナ・チベット諸語の総称という側面もあった。しかし、1948年以降の研究の進展で、従来チベット・ビルマ語派とされてきたペー語が他のチベット・ビルマ諸語より中国語に近いとする説も唱えられるようになり、この説に従えばシナ語派は中国語とペー語から構成されることになる。

## 歴史
ペー語をシナ語派と仮定した場合、中国語とペー語はおおよそ上古漢語の時代（殷～秦代）に分かれたと考えられている。
閩語は、中古漢語（隋・唐代）以前に他の中国語諸方言と分かれたと考えられている。これは閩語の音体系に、切韻の音体系と合致しない部分があるためである。
閩語以外の中国語諸方言の音体系は、いずれも切韻の音体系に合致しているため、中古漢語から分かれたと考えられている。

## 分類
下記の分類は一例である。
- シナ語派（シナ祖語からの派生諸語）
  - ? ペー語族（中国語版）
    - ペー語
    - 蔡家語（英語版）
    - 竜家語（英語版） († ?)
    - 盧人語（英語版） († ?)

  - 広義の中国語（上古漢語からの派生諸語）
    - 閩語
      - 閩北語
        - 閩贛語（しばしば閩北語に含まれる）

      - 閩東語 (福州語を含む)
      - 閩中語
      - 莆仙語
      - 閩南語
        - 泉漳片 (廈門語、台湾語など）
        - 潮州語
        - 雷州語
        - 海南語

    - （中古漢語からの派生諸語）
      - 巴蜀語 （蜀語）†

      - ドンガン語

      - 呉語 (蘇州語、上海語など)
        - 温州語
        - 徽語 (贛語に分類する説もある)

      - 贛語
      - 客家語
      - 湘語 (湖南語)
        - 老湘語（英語版）（双峰語など）
        - 新湘語（英語版）（長沙語など）
        - 辰漵片（英語版）

      - 粤語 (広東語)
        - 標準広東語
        - 台山話（英語版）

      - 平話
      - その他
        - 粤北土話
        - 儋州話（英語版）
        - 伶話（英語版）
        - 瓦郷話（英語版）

    - 官話（北方語）
      - 晋語（官話とは独立した言語（方言）とされることもある）
      - 官話（標準中国語（普通話・国語）の基礎である北京語など）